# Elena Aristodimou
Elena Aristodimou (griechisch Έλενας Αριστοδήμου, * 25. Januar 2002) ist eine zyprische Fußballspielerin.

## Karriere

### Vereine
Aristodimou begann auf Zypern in der Jugendmannschaft von Omonia Nikosia mit dem Fußballspielen. Im weiteren Verlauf war sie im Seniorinnenbereich bis ins Jahr 2019 für Somatio Barcelona FA aktiv. Von Januar 2020 bis April 2021 gehörte siedem schwedischen Erstligisten Eskilstuna United an, blieb jedoch ohne Pflichtspiel in der Meisterschaft. Danach wechselte sie zum finnischen Erstligisten Jyväskylän PK, für den sie 22 Punktspiele bestritt.  
Am 21. Juli 2022 wurde ihre Verpflichtung zur Saison 2022/23 auf der Website des Bundesliganeuling SV Meppen öffentlich. Für die erste Mannschaft blieb sie ohne Pflichtspieleinsatz, kam jedoch für die zweite Mannschaft in zwei Punktspielen in der drittklassigen Regionalliga Nord zum Einsatz. In den beiden Punktspielen am 6. und 13. November 2022 (10. und 11. Spieltag) errang sie als Spielerin von Beginn an jeweils Siege mit ihrer Mannschaft. Noch vor dem Rückrundenstart im Jahr 2023 wurde eine einvernehmliche Vertragsauflösung vereinbart.
Aus dem Norden Europas gelangte sie in den Südosten – zurück auf Zypern. Dort gehörte sie von Januar bis Juli 2023 der Frauenfußballabteilung von Aris Limassol an. In der Saison 2023/24 bestritt sie alle 22 Saisonspiele für den polnischen Erstligisten Medyk Konin, für den sie ihr erstes von zwei Toren am 26. August 2023 (2. Spieltag) beim 4:3-Sieg im Heimspiel gegen AZS UJ Kraków mit dem Treffer zur 2:1-Führung in der Nachspielzeit der ersten Spielhälfte erzielte.

### Nationalmannschaft
Aristodimou debütierte als Nationalspielerin in der U19-Nationalmannschaft, die am 6. Oktober 2018 gegen die U19-Nationalmannschaft der Türkei mit 1:3 im zweiten Spiel der Ersten Qualifikationsgruppe für die Europameisterschaft 2019 in Schottland verlor; auch im dritten Spiel, bei der 1:2-Niederlage gegen die U19-Nationalmannschaft Aserbaidschans, wurde sie eingesetzt. Am 2., 5. und 8. Oktober 2019 wurde sie in drei weiteren Länderspielen eingesetzt, die im Gesamtergebnis gegen die U19-Auswahlen Englands, Serbiens und Belarus mit 0:19 Toren allesamt verloren wurden.
Ihr A-Länderspieldebüt gab sie am 30. August 2019 in Edinburgh bei der 0:8-Niederlage gegen die Nationalmannschaft Schottlands im ersten Spiel der EM-Qualifikationsgruppe E. In den übrigen sieben EM-Qualifikationsspielen wurde sie ebenfalls eingesetzt. Ihr erstes A-Länderspieltor erzielte sie in ihrem 13. Länderspiel am 6. April 2023 beim 6:0-Sieg im Freundschaftsspiel gegen die Nationalmannschaft Armeniens mit dem Treffer zum 3:0 in der 31. Minute.

## Erfolge
- Zweiter Zyprische Meisterschaft 2019
- Zyprischer Pokalsieger 2019